# Ablington (Wiltshire)
Ablington – osada w Anglii, w hrabstwie ceremonialnym Wiltshire, w dystrykcie (unitary authority) Swindon. Leży 11 km na północny wschód od miasta Salisbury i 117 km na zachód od Londynu.